# ヨハン・トビアス・クレープス
ヨハン・トビアス・クレープス（Johann Tobias Krebs, 1690年 ヴァイマル近郊 - 1762年2月11日）はドイツ盛期バロック音楽のオルガニスト・作曲家。
ヨハン・ゴットフリート・ヴァルターおよびヨハン・ゼバスティアン・バッハに師事した。バッハの《半音階的幻想曲とフーガ》の異稿の一つを筆写し、現在に伝えた。息子ヨハン・ルートヴィヒもバッハの薫陶を受け、バッハ自身も認めた愛弟子に育った。